# Urban Meyer
Urban Frank Meyer III (10 de julho de 1964) é um treinador de futebol americano. Meyer possuí ampla experiência no comando de equipes de futebol americano universitário. Ele atuou anteriormente como treinador principal das equipes Bowling Green Falcons (Universidade de Bowling Green State) de 2001 a 2002, do Utah Utes (Universidade de Utah) de 2003 a 2004, do Florida Gators (Universidade da Flórida) de 2005 a 2010, e do Ohio State Buckeyes (Universidade Estadual de Ohio) de 2012 a 2018. 
Ele se aposentou das funções de treinador em 2019 no final do Rose Bowl, e permaneceu na Universidade Estadual de Ohio, como diretor assistente de atletismo e também foi analista da Fox Sports, aparecendo semanalmente em seu programa pré-jogo Big Noon Kickoff. Em 2021, Meyer saiu da aposentadoria para se tornar o treinador principal do Jacksonville Jaguars, marcando seu primeiro emprego na NFL. Em dezembro de 2021, Meyer foi dispensado dos Jaguars após várias controvérsias e resultados ruins.